# Shahab Zahedi
Shahab Zahedi (in persiano شهاب زاهدی‎; Malayer, 18 agosto 1995) è un calciatore iraniano, attaccante dell'Avispa Fukuoka in prestito dallo Zorja.

## Carriera

### Club
Shahab Zahedi cresce calcisticamente nelle giovanili del Persepolis. Nel 2017 lascia la Iran Pro League per trasferirsi all'ÍBV Vestmannæyja, con i quali vince la Coppa di Islanda 2017. Il 16 gennaio 2019 viene ingaggiato dal Suwon Bluewings, ma a causa di una vicenda di doping il suo contratto viene rescisso il giorno seguente. Il 4 agosto 2019 esordisce con gli ucraini dell'Olimpik Donec'k, realizzando il primo gol in occasione della partita di campionato vinta per 2-1 contro il Karpaty.
Il 10 marzo, a seguito della Crisi russo-ucraina, utilizza la nuova regola FIFA che gli permette di accasarsi ad un'altra squadra sino al 30 giugno 2022, trasferendosi al Puskás Akadémia..

### Nazionale
Nel gennaio del 2022 viene convocato per la prima volta dalla nazionale iraniana in vista delle partite di qualificazione al campionato del mondo 2022, senza tuttavia esordire.

## Statistiche

### Cronologia presenze e reti in nazionale
| Cronologia completa delle presenze e delle reti in nazionale ― Iran | Cronologia completa delle presenze e delle reti in nazionale ― Iran | Cronologia completa delle presenze e delle reti in nazionale ― Iran | Cronologia completa delle presenze e delle reti in nazionale ― Iran | Cronologia completa delle presenze e delle reti in nazionale ― Iran | Cronologia completa delle presenze e delle reti in nazionale ― Iran | Cronologia completa delle presenze e delle reti in nazionale ― Iran | Cronologia completa delle presenze e delle reti in nazionale ― Iran |
| Data                                                                | Città                                                               | In casa                                                             | Risultato                                                           | Ospiti                                                              | Competizione                                                        | Reti                                                                | Note                                                                |
| ------------------------------------------------------------------- | ------------------------------------------------------------------- | ------------------------------------------------------------------- | ------------------------------------------------------------------- | ------------------------------------------------------------------- | ------------------------------------------------------------------- | ------------------------------------------------------------------- | ------------------------------------------------------------------- |
| 16-6-2023                                                           | Biškek                                                              | Kirghizistan                                                        | 1 – 5                                                               | Iran                                                                | CAFA Nations Cup 2023 - 1º turno                                    | -                                                                   | 74’                                                                 |
| Totale                                                              |                                                                     | Presenze                                                            | 1                                                                   |                                                                     | Reti                                                                | 0                                                                   |                                                                     |

## Palmarès

### Club

#### Competizioni nazionali
- Coppa d'Islanda: 1

ÍBV Vestmannæyja: 2017